# Rudolf Tomášek
Rudolf Tomášek (Checoslovaquia, 11 de agosto de 1937) fue un atleta checoslovaco especializado en la prueba de salto con pértiga, en la que consiguió ser subcampeón europeo en 1962.

## Carrera deportiva
En el Campeonato Europeo de Atletismo de 1962 ganó la medalla de plata en el salto con pértiga, con un salto por encima de 4.60 metros, siendo superado por el finlandés Pentti Nikula que con 4.80 m batió el récord de los campeonatos, y por delante de otro finlandés Kauko Nyström (bronce también con 4.60 m pero en más intentos).